# 居銮站
居銮站位于马来西亚柔佛州居銮区，建于1909年，建立的目的是为了方便运输在这里附近生产的橡胶。在这片胶林中建立了的火车站，也推动了居銮市区的形成。

## 咖啡店
居銮火车站咖啡店在1938年開設，至2022年已有84年歷史，獲大馬紀錄大全列為全馬來西亞火車站內"歷史最悠久的咖啡店"證書。

## 改建
隨著雙軌鐵道工程的進展，從2021年11月30日開始，居鑾區的火車會在高架橋上行駛，原本高架鐵軌通車後，是會讓乘客使用坐落在明吉摩路上的臨時火車站，基於雙軌鐵路工程還在進行，臨時站也還未竣工，因此現在是從原本的火車站內搭建一處臨時月台，方便乘客上下車，火車乘客一樣可以來到原火車站，由內勤人員安排乘客上樓橫跨天橋，前往臨時月台上下車，該臨時月台目前只限乘客進入。
2024年12月3日下午3时，位于奥玛路（Jalan Omar）的新火车站建筑正式启用，取代了原有的旧火车站。新车站采用现代化设计，设有宽敞的候车大厅、电扶梯、售票室及商店等设施，以提升乘客的出行便利性。新火车站的建设是配合未来双轨电动火车（ETS）服务扩展的计划。启用当天，共有三列列车停靠，其中首列列车于下午4时36分抵达，开往金马士站。原本在旧火车站提供的购票及乘车服务已全面迁移至新站。此外，新火车站设有商业单位，未来将进一步发展商店及休闲设施。居銮铁道公园的第一期工程预计于2026年1月底完成，并设有步行道连接旧火车站至丰盛港路，以促进铁路文化和旅游业的发展。